# ワンタッチパス
ワンタッチパスは、日本プロサッカーリーグ（Jリーグ）が2009年シーズンから導入している、非接触型ICカードを用いたJリーグ全試合対象観戦記録システム（ジェイリーグぜんしあいたいしょうかんせんきろくシステム）のサービス名称 である。

## 概要
2008年にJリーグ イレブンミリオン プロジェクトの一環として進められたものであり、ICカードを各クラブの会員カードとして発行し観戦記録をデータベース化することで、サービス向上に活用することを目指すとしている。主要なスポーツリーグ全体を対象としたICカード利用システムが導入されるのは世界で初めてである。「ワンタッチパス」という名称の由来はサッカーでボールをストップすることなくダイレクトで蹴るパス（=ワンタッチパス）から、ワンタッチでスピーディーにスタジアムへ案内するサービスをイメージしてのものである。
各クラブのファンクラブ会員証として発行されたICカードまたはQRコード入りカードを試合会場に設置された端末にかざすことで試合観戦が記録される。多くのクラブではこのシステムを利用してシーズンシート保持者を対象に端末に会員カードをかざすだけで入場ができるチケットレス入場を導入しているほか、ファンクラブ会員特典として来場ポイントを付与し景品と交換したりするサービスを行っているクラブもある。試合会場の端末には、当初はノートパソコン（パナソニック製TOUGHBOOK）と専用のリーダー端末がセットになった形状をしていたが、2019年度からハンドヘルド型端末（パナソニック製 FZ-N1）への切り替えが進められている。
ICカードシステムにはソニーの非接触式ICカード技術であるFeliCaの技術を採用しており、各クラブの判断により電子マネー・交通系ICカードの機能を内蔵させることが出来る。多くのクラブでは楽天Edyを採用しているが、次のクラブでは別のICカードを搭載している。
- ジェフユナイテッド千葉：Suica[6]（親会社であるJR東日本の交通系ICカード）
- サンフレッチェ広島：PASPY[7]（ホームスタジアムであるエディオンスタジアム広島へのアクセス手段である広電バス・アストラムラインなどで使用可能な交通系ICカード。2016年シーズンまで[注 1]）
- 愛媛FC：ICい〜カード[9]（スポンサーの伊予鉄道の交通系ICカード[注 2]）
- アビスパ福岡：nimoca[11]（大株主である西日本鉄道が主導する交通系ICカード。2016年まで[注 3]）
- 大宮アルディージャ：nanaco[12]（オフィシャルパートナーであるセブン-イレブンの電子マネー、2015年から2018年まで[注 4]）。
- 名古屋グランパス：manaca[14]（名古屋市交通局・名古屋交通開発機構との共同発行、2016年から）
- レノファ山口FC：WAON[15]（スポンサーのマックスバリュ西日本で取り扱っている電子マネー、2017年から）

2018年シーズンでの状況は、J1では全クラブに導入されたが、J2では栃木SCが導入しておらず（端末のみ設置）、J3ではザスパクサツ群馬、カターレ富山、ガイナーレ鳥取、ギラヴァンツ北九州、鹿児島ユナイテッドFC以外の9クラブがワンタッチパス対応の会員カードを発行しておらず、導入クラブは全54クラブ中44クラブにとどまっている。栃木SCは2015年まで導入していたものの、J2からJ3へ降格した2016年からは取り扱わないこととしている。またJ3にU-23チームが参加しているガンバ大阪、セレッソ大阪、FC東京もU-23の試合はワンタッチパス未対応である。なお、Jリーグの定めるスタジアム検査要項の「V.観客用設備」の「3.入場ゲート」の項に於いて、「ワンタッチパスが設置できるスペースがあること」を必ず具備しなければならない条件として定めている。

### マイページ
「マイページ」は、ウェブサイトで確認できる会員情報ページで、ワンタッチパスで記録した試合履歴が参照できるほか、会員情報の参照・変更、各クラブが独自に実施している来場ポイントの確認などをすることができる。
マイページには各クラブのホームページなどからログイン認証ページに行き、そこで会員番号とパスワードを入力することでログインできる。ただし自分が会員などであるクラブの認証ページからしかログインはできない。
ワンタッチパス導入クラブのうち、大宮アルディージャ・名古屋グランパス・徳島ヴォルティスには専用のマイページが設けられていない。

### 注記
1. ↑  2017年シーズン分から継続会員を含む全会員のシーズンパスがPASPYの搭載されない新カードとなった。なお、旧カードはPASPYとしてのみ使用可能[8]。
2. ↑  ワンタッチパス導入前からファンクラブ会員証にICい〜カードを搭載していたが、ワンタッチパス対応を開始した2009年シーズンからカードが変更されている[10]。
3. ↑  枚数限定で、規定枚数を超えるとQRコード記載の非ICカードとして発行され、nimocaは搭載されなかった。2017年シーズンからは新規会員の全員分が非ICカードとなったが、nimoca搭載のシーズンパスを保有する継続会員は引き続き使用可能。
4. ↑  2019年シーズン以降はワンタッチパスと互換性のないクラブ公式アプリまたはバーコード記載のカードに変更となり、ICカードの使用を取りやめ[13]。
5. ↑  例として、ベガルタ仙台のファンクラブ会員は仙台の認証ページからのみログインできる。たとえパスワードと会員番号が正しくてもFC東京など違うクラブの認証ページからはログインできない。